# Línguas nilóticas

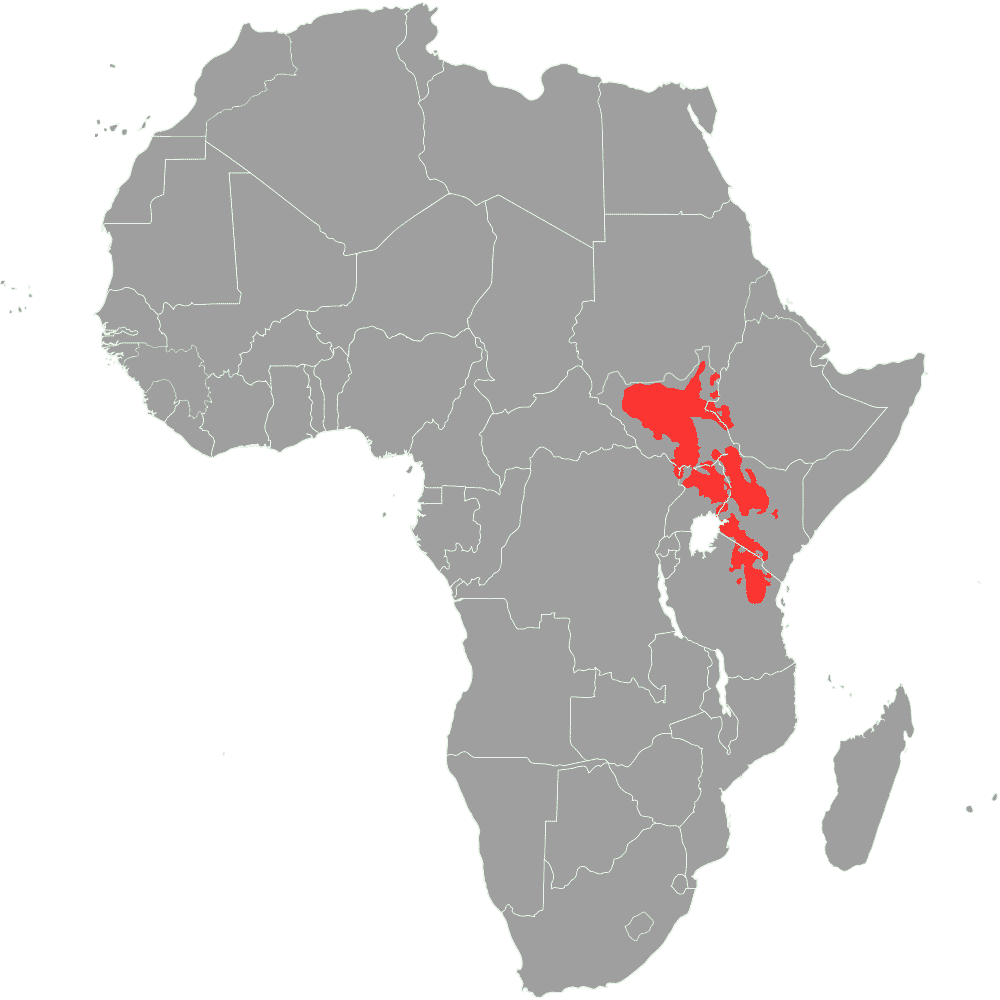

As línguas nilóticas são um ramo da família de línguas nilo-saarianas. O seu nome está associado aos nilotas que, como o nome indica, habitam a região sul do vale do rio Nilo, desde a Etiópia à Tanzânia, mas tendo-se espalhado também para o interior, incluindo a República Democrática do Congo.
Um dos mais conhecidos povos deste grupo são os massai, com cerca de 800 000 pessoas divididas entre o Quénia e a Tanzânia; os acholi do Uganda são outro povo nilótico.

## Etimologia
O nome "nilótico" vem do rio Nilo ou da região do Nilo da África.

## Subdivisões
O nilótico tem três subdivisões:
- Línguas nilóticas orientais;
- Línguas nilóticas meridionais;
- Línguas nilóticas ocidentais